# 安住寺 (名古屋市)
安住寺（あんじゅうじ）は愛知県名古屋市中川区にある臨済宗妙心寺派の寺院。山号は一元山（いちげんさん）、本尊は釈迦如来。

## 歴史
郡村徇行記によれば、宝暦5年（1755年）に中島新田の勘右衛門という人物が知多郡須佐村（現・南知多町豊浜）に在った曹洞宗の寺院・光雲山 長泉寺（正衆寺末）が無住であったことから、正衆寺に掛け合って中島新田に移し、臨済宗に改宗。山号・寺号を一元山 安住寺に改め、京都妙心寺の直末法地になったと言う。
中島新田の守護のために移された寺だが、周辺は近年になって宅地化が進んでいる。